# Galbulimima belgraveana
Galbulimima belgraveana là một loài thực vật có hoa trong họ Himantandraceae. Loài này được (F.Muell.) Sprague mô tả khoa học đầu tiên năm 1922.